# Lena Wixell
Lena Birgitta Wixell Gustafsson född Wixell 17 maj 1950 i Stockholm, är en svensk före detta barnskådespelare. Hon spelade Lisa i 1960-talsversionen av Alla vi barn i Bullerbyn.

## Filmografi
- 1960 – Alla vi barn i Bullerbyn
- 1961 – Bara roligt i Bullerbyn[2]